# Giustizia tra gli arcangeli Michele e Gabriele
Giustizia tra gli arcangeli Michele e Gabriele o Trittico della Giustizia è un trittico del pittore Jacobello del Fiore realizzato nel 1421 e dal 1884 conservato alle Gallerie dell'Accademia di Venezia.

## Storia
Jacobello del Fiore arrivò a Venezia per servire la repubblica nel secondo decennio del XV secolo. Questo trittico era un ordine importante. Si presume fosse destinato per la una sala del Palazzo Ducale, dove venivano ascoltati casi pubblici e giudiziari. La pittura elegante e luminosa di questo lavoro corrispondeva agli alti gusti dei clienti.

## Descrizione e stile

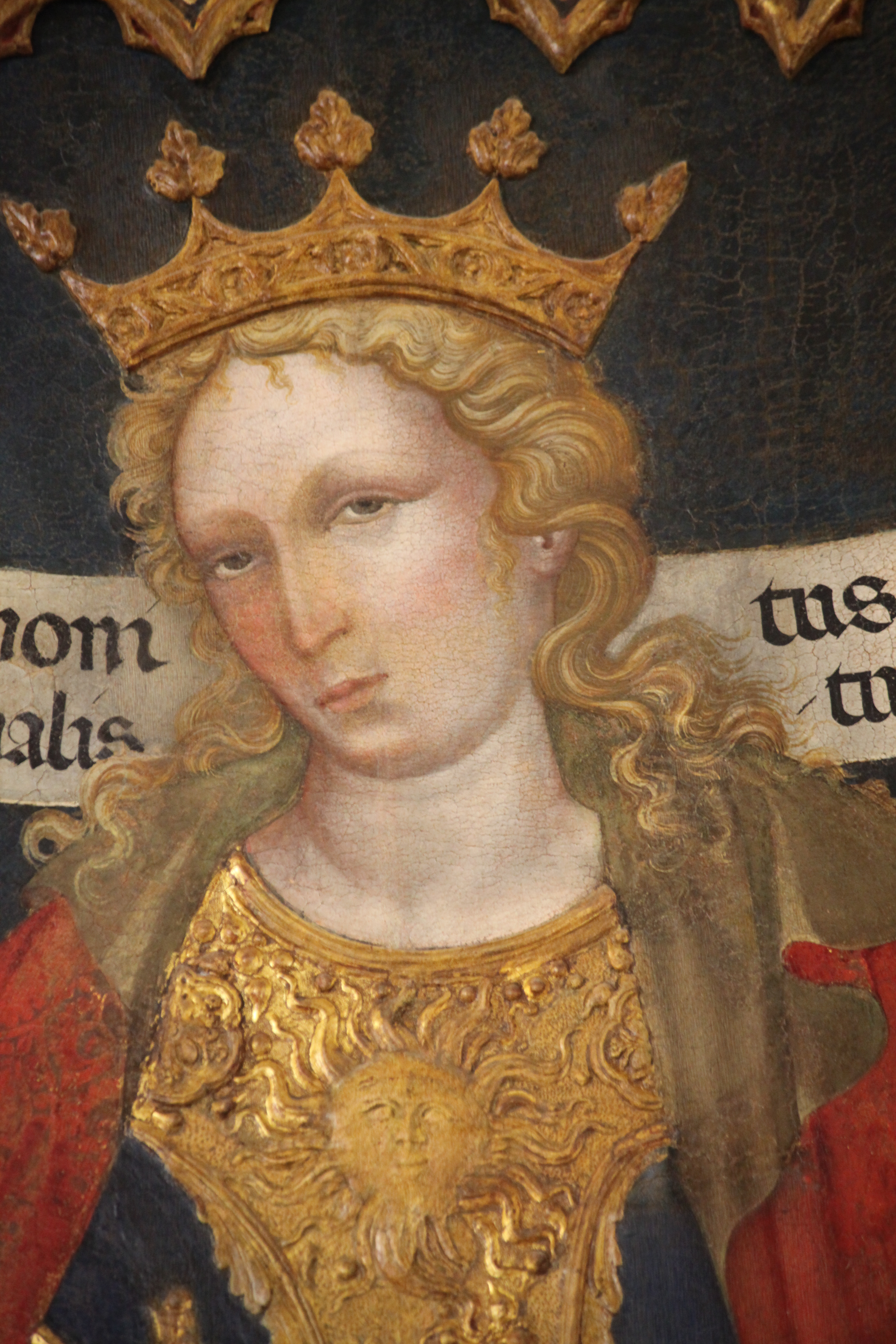
Dettaglio.

Nella parte centrale del pannello è raffigurata una figura femminile in una corona d'oro - un'allegoria della giustizia, con in mano una spada e una bilancia, circondata da due leoni. Il leone è il simbolo San Marco evangelista, il celeste patrono della repubblica veneziana, oltre a questo - un simbolo di saggezza divina. La figura di giustizia, dietro la quale c'è l'iscrizione: "eseguirò gli ammonimenti degli angeli e le parole sacre, blanda con i pii, nemica dei malvagi e superba con gli orgogliosi", identificato con Venezia: per la repubblica, il mantenimento della pace e della giustizia era una condizione necessaria per la vita.
Accanto alla figura di giustizia ci sono gli arcangeli Michele e Gabriele. L'Arcangelo Michele è raffigurato nella sua doppia faccia: come un angelo che pesa l'anima e come il vincitore del drago. Prega Maria Santissima per punire e perdonare secondo i suoi meriti. La parte destra raffigura l'arcangelo Gabriele con un giglio, il fiore dell'Annunciazione, chiede a Maria di essere il capo del popolo nell'oscurità delle loro azioni.
L'abbigliamento decoroso dell'armatura dell'arcangelo Michele, figura di giustizia e dell'Arcangelo Gabriele sono state realizzate utilizzando la tecnica della doratura in gesso  (la malta di gesso, le schegge di marmo e la colla sono state rivestite in oro e dipinte dopo l'applicazione). L'arte di Jacobello del Fiore, che è strettamente legata con il fiorente stile gotico, incarnano in forme eccellenti, vivaci e decorative con abiti abbaglianti luminosi.